# 2021년 KBO 올스타전
2021 신한은행 MY CAR KBO 올스타전(2021 SHINHANBANK MY CAR KBO ALL-STAR GAME)은 2021년 7월 24일 고척스카이돔에서 진행할 예정이었던 KBO 리그의 올스타전이다. 2020년 하계 올림픽 기간이 올스타 브레이크와 맞물려 당초 진행되었던 퓨쳐스 올스타전을 진행하는 대신 대한민국 야구 국가대표팀과 U-23 라이징 스타와의 대결을 부대행사에 넣고, 키움 히어로즈 등 국내 프로 팀과 대한민국 야구 국가대표팀과의 경기 등이 올스타전 이후 편성되는 등 변화된 면이 있었다.
하지만 KBO 리그 소속 구단 내 선수단 감염 사태 등으로 인해 7월 20일 KBO 이사회에서 취소가 결정되었다. 2020년의 올스타전이 코로나19 범유행으로 기획 단계에서부터 '언택트 올스타'로 계획된 것과는 다르게, 2021년의 올스타전은 선수단 내 방역 지침 위반 등으로 인해 대회가 취소되어 많은 파장을 낳기도 했다.

## 올스타 선발 선수

### 드림 올스타
- 선발투수 : 원태인 (삼성)
- 구원투수 : 우규민 (삼성)
- 마무리투수 : 오승환 (삼성)
- 포수 : 강민호 (삼성)[3]
- 1루수 : 오재일 (삼성)
- 2루수 : 김상수 (삼성)
- 3루수 : 이원석 (삼성)
- 유격수 : 김지찬 (삼성)
- 외야수 : 구자욱 (삼성), 추신수 (SSG), 박해민 (삼성)
- 지명타자 : 피렐라 (삼성)

### 나눔 올스타
- 선발투수 : 수아레즈 (LG)
- 구원투수 : 정우영 (LG)
- 마무리투수 : 고우석 (LG)
- 포수 : 양의지 (NC)
- 1루수 : 박병호 (키움)[4]
- 2루수 : 정은원 (한화)
- 3루수 : 노시환 (한화)
- 유격수 : 오지환 (LG)
- 외야수 : 이정후 (키움), 김현수 (LG), 홍창기 (LG)
- 지명타자 : 채은성 (LG)